# Biosfera 2
Biosfera 2 é uma instalação norte-americana de pesquisa científica sobre o sistema terrestre localizada em Oracle, no Arizona. Sua missão é servir como um centro de pesquisa, divulgação, ensino e aprendizado sobre o planeta Terra, seus sistemas vivos e seu lugar no universo.
É uma estrutura de 12.700 m2 originalmente construída para ser um sistema ecológico artificial fechado ou um viveiro. Continua a ser o maior sistema ecológico fechado já criado.
Construída entre 1987 e 1991, a Biosfera 2 foi originalmente criada para demonstrar a viabilidade de ecossistemas fechados para manter a vida humana no espaço, agindo como um substituto para a Biosfera 1, ou seja, a Terra. Foi projetada para explorar a rede de interações entre os sistemas vivos em uma estrutura com diferentes áreas baseadas em diversos biomas terrestres. Além dos biomas e dos alojamentos, havia uma área agrícola e um espaço de trabalho e estudo para pesquisar as interações ambientais, humanas e tecnológicas como um grande laboratório para se estudar a ecologia global. A missão duraria dois anos em um experimento fechado com uma tripulação de oito pessoas ("biosferianos"). A longo prazo, foi visto como um projeto precursor para obter conhecimento sobre o uso de biosferas fechadas na colonização espacial. Como uma instalação ecológica experimental permitiu o estudo e manipulação de um minissistema biosférico sem prejudicar a biosfera da Terra.
Seus sete biomas consistiam em 1900m2 de floresta tropical, 850m2 de um oceano com recife de coral, 450m2 de pântanos e manguezais, 1300m2 de uma vegetação de savana, 1400m2 de deserto e dois biomas antropogênicos: 2500m2 de um sistema agrícola e um habitat humano com áreas de convivência, laboratórios e oficinas. Abaixo do nível do solo havia uma grande infraestrutura técnica. A água de aquecimento e resfriamento circulava através de sistemas de tubulação independentes. Painéis solares instalados na estrutura de vidro que recobria a instalação e geração de energia através do uso de gás natural forneciam a energia elétrica para a Biosfera 2.
A Biosfera 2 foi usada apenas duas vezes para seus propósitos originais como um experimento de sistema fechado: uma vez de 1991 a 1993, e a segunda vez de março a setembro de 1994. Ambas as tentativas, embora muito divulgadas, tiveram problemas, incluindo baixas quantidades de alimentos e oxigênio, morte de muitos animais e plantas no experimento (embora isso tenha sido antecipado, já que o projeto usou uma estratégia deliberada, antecipando perdas à medida que os biomas se desenvolveram), tensões de grupo entre a tripulação residente, política externa e uma disputa de poder sobre a gestão e direção do projeto. No entanto, os experimentos de enclausuramento estabeleceram recordes mundiais em sistemas ecológicos fechados, produção agrícola, melhorias na saúde com a dieta rica em nutrientes e baixa caloria que a tripulação seguiu e insights sobre a auto-organização de sistemas biomáticos complexos e dinâmica atmosférica. O segundo experimento conseguiu a autossuficiência alimentar e não precisou de um suprimento adicional de oxigênio.
Em junho de 1994, no meio do segundo experimento, a empresa gestora, Space Biosphere Ventures, foi desfeita e a instalação foi deixada num limbo burocrático. A Universidade de Colúmbia assumiu o gerenciamento da instalação em 1995 e a usou para realizar experimentos até 2003. Ela então parecia estar em perigo de ser demolida para dar lugar a residências e lojas de varejo, mas foi adquirida para pesquisa pela Universidade do Arizona em 2007. A Universidade do Arizona assumiu a propriedade total da estrutura em 2011.

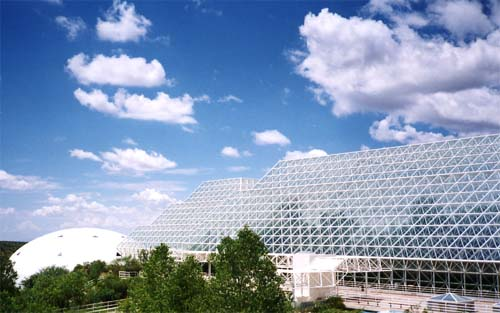
Área exterior do projeto, em Arizona, Estados Unidos

## Planejamento e construção
O projeto Biosfera 2 foi lançado em 1984 pelo empresário e filantropo bilionário, Ed Bass, e o ecologista John P. Allen, com Bass fornecendo US$ 150 milhões em financiamento até 1991. Bass e Allen se conheceram na década de 1970 no Synergia Ranch, uma comunidade de contracultura liderada por Allen, que defendia o conceito de "Nave Espacial Terra" de Buckminster Fuller e explorou a ideia de biosferas como um refúgio para desastres como uma guerra nuclear. Vários outros ex-membros do Synergia Ranch também se juntaram ao projeto Biosfera 2.
A construção foi realizada entre 1987 e 1991 pela Space Biosphere Ventures, um consórcio cujos principais diretores eram John P. Allen, inventor e presidente executivo; Margaret Augustine, CEO; Marie Harding, vice-presidente de finanças; Abigail Alling, vice-presidente de pesquisa; Mark Nelson, diretor de aplicações espaciais e ambientais, William F. Dempster, diretor de engenharia de sistemas, e Norberto Alvarez-Romo, vice-presidente de controle de missão.
O nome, "Biosfera 2" se deve ao fato de ter sido criada para ser uma segunda biosfera autossuficiente, seguida da Biosfera 1, a própria Terra.

## Local

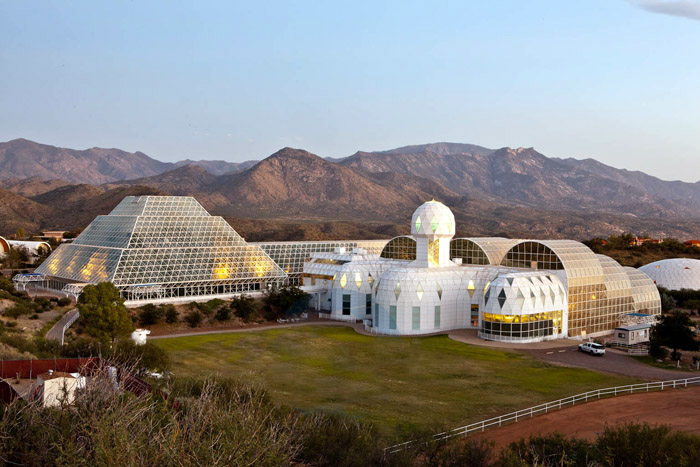
Área de 12.700 m^{2} da Biosfera 2, hoje aberta ao público como parte dos laboratórios científicos da Universidade do Arizona

A instalação de vidro e estrutura espacial está localizada em Oracle, no Arizona, na base das montanhas de Santa Catalina, cerca de 50 minutos ao norte de Tucson. Sua elevação é de cerca de 1200m acima do nível do mar.

## Engenharia
A estrutura física acima do solo da Biosfera 2 foi feita com tubos de aço, vidro e estruturas de aço de alto desempenho. A estrutura e os materiais de vidro foram projetados e fabricados de acordo com as especificações de uma empresa administrada por um antigo associado de Buckminster Fuller, Peter Jon Pearce (Pearce Structures, Inc.).
As vedações e estruturas das janelas tiveram que ser projetadas para serem quase perfeitamente herméticas, de modo que a troca de ar fosse extremamente baixa, permitindo o rastreamento de mudanças sutis ao longo do tempo. Os métodos patenteados de vedação hermética, desenvolvidos por Pearce e William Dempster, atingiram uma taxa de vazamento de menos de 10% ao ano. Sem esse fechamento rígido, o declínio lento de oxigênio que ocorreu a uma taxa inferior a 1/4% ao mês durante o primeiro experimento de fechamento de dois anos poderia não ter sido detectado.

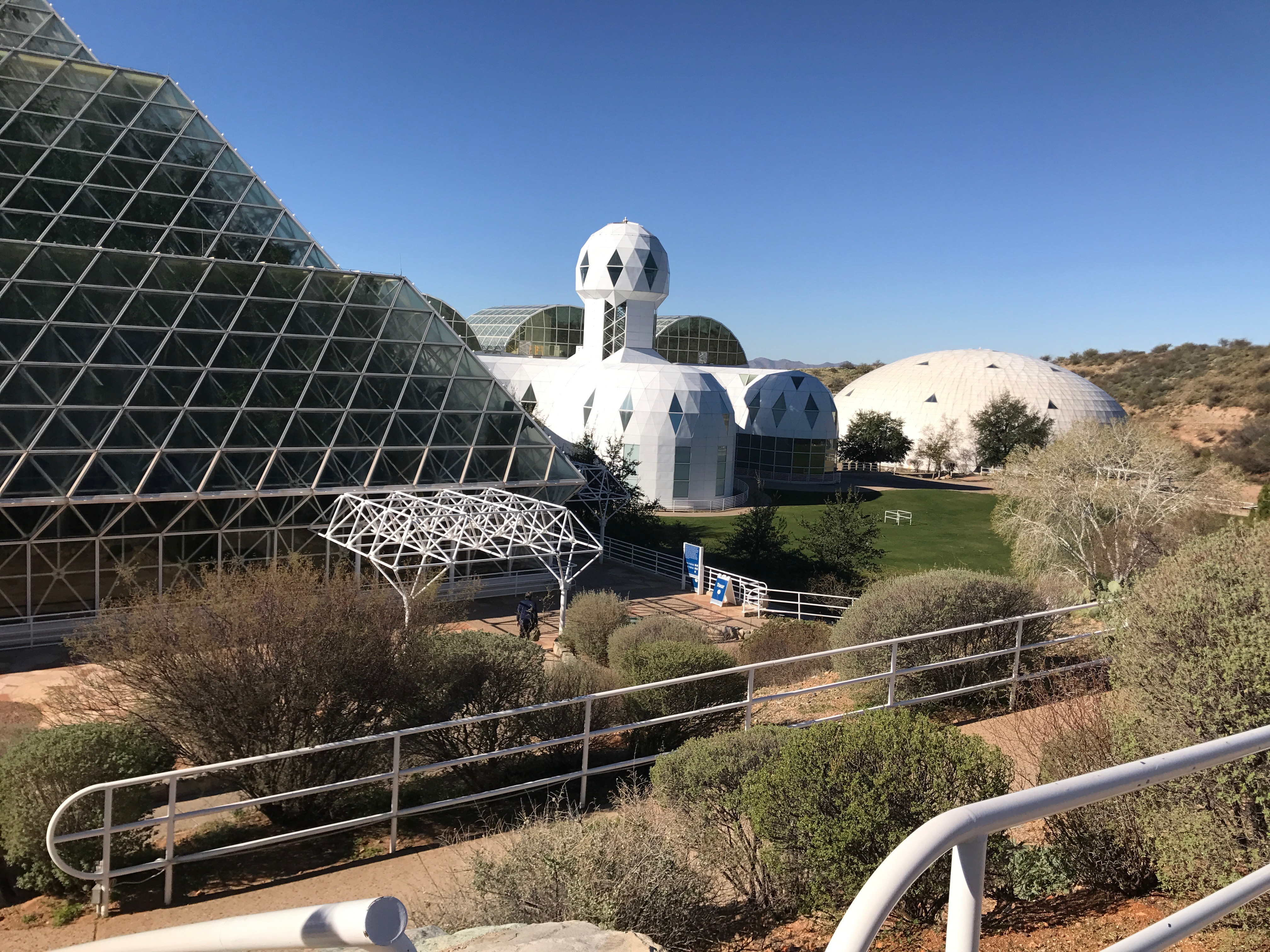
Exterior mostrando partes do bioma da floresta tropical e do habitat, com o Pulmão Oeste ao fundo

Durante o dia, o calor do sol fazia com que o ar interior se expandisse e durante a noite esfriasse e se contraísse. Para evitar ter que lidar com as enormes forças que a manutenção de um volume constante criaria, a estrutura tinha grandes diafragmas mantidos em cúpulas chamadas "pulmões" ou estruturas de volume variável.
Como a abertura de uma janela não era uma opção, a estrutura também exigia um sistema sofisticado para regular as temperaturas dentro dos parâmetros desejados, que variavam para as diferentes áreas dos biomas. Embora o resfriamento fosse a maior necessidade de energia, o aquecimento tinha que ser fornecido no inverno e os tubos de circuito fechado e os manipuladores de ar eram partes fundamentais do sistema de energia. Um centro de energia no local fornecia eletricidade e água aquecida e resfriada, empregando gás natural e geradores de reserva, resfriadores de amônia e torres de resfriamento de água.

## Primeira missão
A primeira missão fechada durou de 26 de setembro de 1991 a 26 de setembro de 1993. A tripulação era composta pelo médico e pesquisador Roy Walford, Jane Poynter, Taber MacCallum, Mark Nelson, Sally Silverstone, Abigail Alling, Mark Van Thillo e Linda Leigh.
O sistema agrícola produzia 83% da dieta total, que incluia culturas de banana, mamão, batata-doce, beterraba, amendoim, feijões, arroz e trigo. Especialmente durante o primeiro ano, os oito habitantes relataram fome contínua. Os cálculos indicaram que a fazenda da Biosfera 2 estava entre as mais produtivas do mundo "superando em mais de cinco vezes a das comunidades agrárias mais eficientes da Indonésia, sul da China e Bangladesh".
Eles consumiram a mesma dieta pobre em calorias e rica em nutrientes que Roy Walford havia estudado em sua pesquisa sobre prolongar a vida por meio da dieta. Exames médicos indicaram que a saúde da tripulação durante os dois anos foi excelente. Eles mostraram a mesma melhora nos índices de saúde, como redução do colesterol no sangue, pressão arterial, aprimoramento do sistema imunológico. Eles perderam uma média de 16% de seu peso corporal pré-entrada antes de estabilizar e recuperar algum peso durante o segundo ano.
Estudos subsequentes mostraram que o metabolismo dos biosféricos tornou-se mais eficiente na extração de nutrientes de seus alimentos como uma adaptação à dieta de baixa caloria e alto teor de nutrientes.
| “ | A saúde geral das tripulações dentro da Biosfera 2 confirma que o design original dos sistemas da tecnosfera da Biosfera 2 evitou o acúmulo de toxinas, e as tecnologias bioregenerativas e os sistemas de vida dentro da Biosfera 2 mantiveram um ambiente saudável. | ” |

Alguns dos animais domésticos que foram incluídos na área agrícola durante a primeira missão foram: quatro cabras pigmeus africanas e um bode; 35 galinhas e três galos; duas porcas e um javali e tilápias cultivadas em um sistema de tanques de arroz e azolla originado há milênios na China.

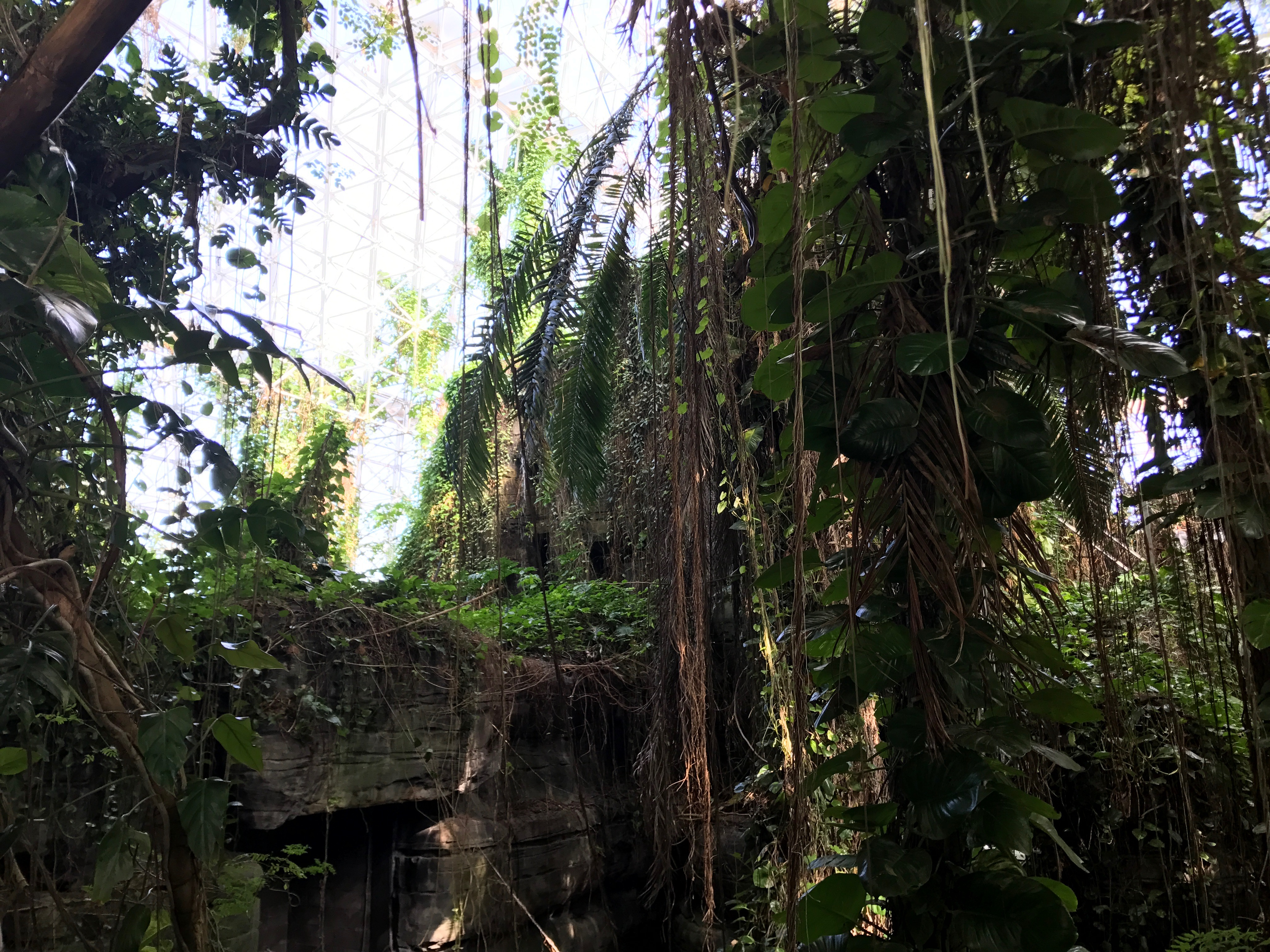
O bioma da floresta tropical em fevereiro de 2017

Uma estratégia de "empacotamento de espécies" foi praticada para garantir que as cadeias alimentares e a função ecológica pudessem ser mantidas se algumas espécies não sobrevivessem. A área do deserto de neblina tornou-se mais um chaparral devido à condensação do quadro espacial. A savana era sazonalmente ativa; sua biomassa foi cortada e armazenada pela tripulação como parte de sua gestão de dióxido de carbono. Espécies pioneiras da floresta tropical cresceram rapidamente, mas as árvores lá e na savana sofreram com o estiolamento e a fraqueza causada pela falta de madeira de estresse, normalmente criada em resposta aos ventos em condições naturais. Os corais se reproduziram na área oceânica e a tripulação ajudou a manter a saúde do sistema oceânico coletando manualmente as algas dos corais, manipulando os níveis de carbonato de cálcio e pH para evitar que o oceano se tornasse muito ácido e instalando uma escumadeira de proteína aprimorada para complementar o purificador de algas, sistema originalmente instalado para remover o excesso de nutrientes.
A área de mangue desenvolveu-se rapidamente, mas com menos sub-bosque do que uma zona úmida típica, possivelmente devido aos níveis reduzidos de luz. No entanto, foi considerado um análogo bem-sucedido da área de Everglades, na Flórida, onde os manguezais e as plantas dos pântanos foram coletados.
A Biosfera 2, devido ao seu pequeno tamanho, e concentração de materiais orgânicos e vida, teve maiores flutuações e ciclos biogeoquímicos mais rápidos do que os encontrados na biosfera da Terra. A maioria das espécies de vertebrados introduzidas e praticamente todos os insetos polinizadores morreram, embora houvesse reprodução de plantas e animais. Pragas de insetos, como baratas, floresceram. Muitos insetos foram incluídos em misturas de espécies originais nos biomas, mas uma espécie de formiga globalmente invasiva, Paratrechina longicornis, involuntariamente selada, passou a dominar outras espécies de formigas.
A sucessão ecológica planejada na floresta tropical e as estratégias para proteger a área da forte incidência de luz solar e aerossóis de sal do oceano funcionaram bem, e uma quantidade surpreendente da biodiversidade original persistiu. A Biosfera 2 em seu desenvolvimento ecológico inicial foi comparada a uma ecologia insular.

### Dinâmica dos tripulantes
Grande parte das pesquisas sobre grupos humanos isolados vem de estudos psicológicos de cientistas que passaram o inverno nas estações de pesquisa da Antártica. O estudo deste fenômeno é "psicologia de ambiente confinado", e de acordo com a tripulante Jane Poynter era conhecido por ser um desafio e muitas vezes as tripulações se dividiam em facções. Antes que a primeira missão de enclausuramento chegasse na metade, o grupo se dividiu em duas facções e pessoas que antes eram amigas íntimas se tornaram inimigas implacáveis, quase sem falar.
Outros estudos apontam que a tripulação continuou a trabalhar em equipe para atingir os objetivos do experimento, ciente de que qualquer ação que prejudicasse a Biosfera 2 poderia colocar em risco sua própria saúde. Isso contrasta com outras expedições em que atritos internos podem levar à sabotagem inconsciente uns dos outros e da missão geral. Toda a tripulação sentiu um vínculo muito forte e visceral com seu mundo vivo. Eles mantiveram a qualidade do ar e da água, a dinâmica atmosférica e a saúde dos sistemas de vida constantemente sob sua supervisão de uma forma muito visceral e profunda. Essa íntima "conexão metabólica" permitiu que a tripulação discernisse e respondesse até mesmo a mudanças sutis nos sistemas vivos.
As facções se formaram a partir de uma divisão e posterior disputa de poder entre os parceiros do consórcio sobre como a ciência deveria ser feita dentro da Biosfera 2, como os estudos de ecossistemas especializados (vistos como reducionistas). A facção que incluia Poynter sentia fortemente que o aumento da pesquisa deveria ser priorizado sobre o grau de enclausuramento. A outra facção apoiou o gerenciamento de projetos e os objetivos gerais da missão. Em 14 de fevereiro, uma parte do Comitê Consultivo Científico (SAC) da missão renunciou.
De fato, o Comitê Consultivo Científico foi desfeito porque se desviou de seu mandato de revisar e melhorar a pesquisa científica e se envolveu na defesa de mudanças de gestão. A maioria dos membros do SAC optou por permanecer como consultores da Biosfera 2. As recomendações do SAC em seu relatório foram implementadas, incluindo um novo Diretor de Pesquisa Jack Corliss, permitindo a importação/exportação de amostras e equipamentos científicos através das câmaras de ar das instalações para aumentar a pesquisa e diminuir o trabalho da tripulação, e gerar um programa formal de pesquisa. Cerca de sessenta e quatro projetos foram incluídos no programa de pesquisa que Walford e Alling lideraram o desenvolvimento.
Sem dúvida, a falta de oxigênio e a dieta restrita em calorias e rica em nutrientes contribuíram para o baixo moral da equipe. A facção de Alling temia que o grupo de Poynter estivesse preparado para ir tão longe a ponto de importar alimentos, se isso significasse torná-los mais aptos a realizar projetos de pesquisa. Eles consideraram que isso seria um fracasso do projeto por definição.
Em novembro de 1992, os famintos biosferianos começaram a comer sementes que não haviam sido cultivadas dentro da biosfera 2. Poynter fez Chris Helms, diretor de relações públicas da empresa, ciente disso. Ela foi prontamente demitida por Margret Augustine, CEO da Space Biospheres Ventures, e instruída a sair da biosfera. Esta ordem, no entanto, nunca foi cumprida. Poynter simplesmente decidiu ficar parada, imaginando que a ordem da demissão não poderia ser executada sem acabar com o enclausuramento da equipe.
Grupos isolados tendem a atribuir maior importância à dinâmica do grupo e às flutuações emocionais pessoais comuns em todos os grupos. Alguns relatórios das tripulações das estações polares exageraram os problemas psicológicos. Assim, embora alguns da primeira equipe pensassem que estavam deprimidos, o exame psicológico não mostrou depressão e se encaixava no perfil de explorador/aventureiro, com mulheres e homens tendo diagnósticos muito semelhantes aos de astronautas.
| “ | Se eu estivesse perdido na Amazônia e estivesse procurando um guia para sobreviver, a tripulação da biosfera 2 seria a melhor escolha. | ” |

### Desafios

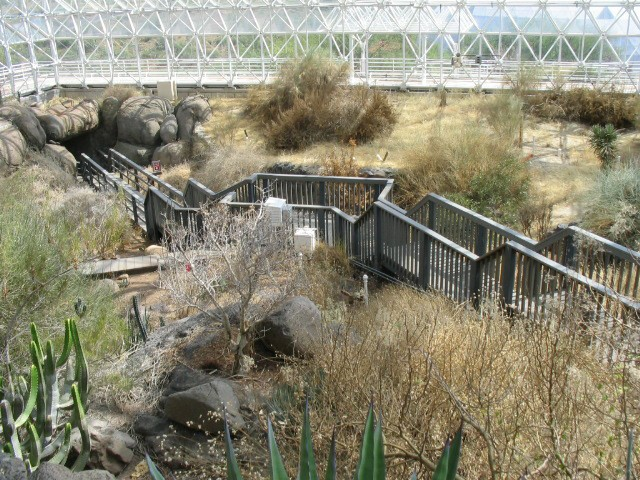
O deserto da Biosfera 2 em 2005

Entre os problemas e erros de cálculo encontrados na primeira missão estavam a condensação imprevista tornando o "deserto" muito úmido, explosões populacionais de formigas de efeito estufa e baratas, ipomeias que cresciam demais na área da floresta tropical, bloqueando outras plantas e menos luz solar (40-50% da área externa luz) entrando na instalação do que originalmente previsto. Os tripulantes intervieram para controlar plantas invasoras quando necessário para preservar a biodiversidade, atuando como predadores primários. Além disso, a construção em si era um desafio; por exemplo, era difícil manipular os corpos d'água para ter ondas e mudanças de maré.
Os engenheiros criaram soluções inovadoras para complementar as funções naturais que a biosfera da Terra normalmente desempenha, por exemplo, bombas de vácuo para criar ondas suaves no oceano sem pôr em perigo a biota marinha e sistemas sofisticados de aquecimento e refrigeração. Toda a tecnologia foi escolhida para minimizar a emissão de gases e descarga de substâncias nocivas que podem prejudicar a vida útil da Biosfera 2.
Uma polêmica surgiu quando o público soube que o projeto havia permitido que um membro ferido saísse da instalação e voltasse, carregando material novo para dentro. A equipe alegou que os únicos novos suprimentos trazidos foram sacolas plásticas, mas outros os acusaram de trazer comida e outros itens. Mais críticas foram levantadas quando se soube que, da mesma forma, o projeto injetou oxigênio em janeiro de 1993 para compensar uma falha no equilíbrio do sistema que resultou no declínio constante da quantidade de oxigênio. Alguns argumentaram que essas críticas ignoravam que a Biosfera 2 era um experimento, onde o inesperado aconteceria de uma forma ou de outra, e que esses imprevistos seriam usados para aumentar o conhecimento sobre como as ecologias complexas se desenvolvem e interagem, e não atuando como uma demonstração onde tudo já era conhecido antecipadamente.
| “ | O processo de gestão durante 1992-1993 usando dados para desenvolver hipóteses, testá-las em simulação e aplicar ações corretivas foi feito na melhor tradição científica. Ainda assim, alguns jornalistas crucificaram a gestão na imprensa, tratando o projeto como se fosse uma competição olímpica para ver o quanto poderia ser feito sem abrir as portas. | ” |

O oxigênio dentro da instalação, que começou em 20,9%, caiu em ritmo constante e após 16 meses chegou a 14,5%. Isso é equivalente à disponibilidade de oxigênio a uma altitude de 4080m. Alguns tripulantes começaram a ter sintomas de hipóxia, como apnéia do sono e fadiga e assim o administrador do projeto e a equipe médica decidiram injetar oxigênio na estrutura entre janeiro e agosto de 1993. O declínio do oxigênio e a resposta mínima da tripulação indicaram que as mudanças na pressão do ar eram o que desencadeava as respostas de adaptação humana. Esses estudos aprimoraram o programa de pesquisa biomédica.
Gerenciar os níveis de CO2 foi um desafio particular e uma fonte de controvérsia em relação à alegada deturpação do projeto Biosfera 2 para o público. A flutuação diária da dinâmica do dióxido de carbono era tipicamente de 600 ppm devido ao forte rebaixamento durante as horas de luz solar pela fotossíntese das plantas, seguido por um aumento semelhante durante a noite, quando a respiração do sistema dominava. Como esperado, também houve uma forte assinatura sazonal dos níveis de CO2, com níveis de inverno tão altos quanto 4.000–4.500 ppm e níveis de verão perto de 1.000 ppm. A equipe trabalhou para gerenciar o CO2 ligando ocasionalmente um purificador, ativando e desativando o deserto e a savana através do controle da água de irrigação, cortando e armazenando biomassa para sequestrar carbono e utilizando todas as áreas de plantio potenciais com espécies de rápido crescimento para aumentar a fotossíntese do sistema.
Em novembro de 1991, a reportagem investigativa do jornal independente The Village Voice alegou que a tripulação havia instalado secretamente o dispositivo purificador de CO2 e alegou que isso violava o objetivo anunciado da Biosfera 2 de reciclar todos os materiais naturalmente. Outros apontaram que não havia segredo sobre o dispositivo de dióxido de carbono e que ele constituía outro sistema técnico que aumentava os processos ecológicos. O precipitador de carbono pode reverter as reações químicas e, assim, liberar o dióxido de carbono armazenado em anos posteriores, quando a instalação pode precisar de carbono adicional.
Alguns acreditavam que os microorganismos do solo pudessem estar por trás da queda de oxigênio da Biosfera 2. Os solos foram selecionados para ter carbono suficiente para fornecer às plantas dos ecossistemas o crescimento da infância até a maturidade, um aumento de biomassa vegetal de cerca de 18.000 kg. A taxa de liberação desse carbono do solo como dióxido de carbono pela respiração dos microorganismos do solo era uma incógnita que o experimento da Biosfera 2 foi projetado para revelar. Pesquisas subsequentes mostraram que os solos agrícolas da Biosfera 2 atingiram uma proporção mais estável de carbono e nitrogênio, diminuindo a taxa de liberação de CO2, em 1998.
A taxa de respiração foi mais rápida do que a fotossíntese (possivelmente em parte devido à penetração de luz relativamente baixa através da estrutura envidraçada e ao fato de que a Biosfera 2 começou com uma biomassa vegetal pequena, mas em rápido crescimento), resultando em uma lenta diminuição de oxigênio. Um mistério acompanhou o declínio do oxigênio: o aumento correspondente no dióxido de carbono não apareceu. Isso ocultou o processo subjacente até que uma investigação de Jeffrey Severinghaus e Wallace Broecker do Lamont Doherty Earth Observatory da Universidade de Columbia, usando análise isotópica, mostrou que o dióxido de carbono estava reagindo com o concreto exposto dentro da Biosfera 2 para formar carbonato de cálcio em um processo chamado carbonatação, sequestrando assim o carbono e oxigênio.

## Segunda missão
Após a primeira missão do Biosfera 2, foram realizadas extensas pesquisas e melhorias no sistema, incluindo a vedação do concreto para evitar a absorção de dióxido de carbono. A segunda missão começou em 6 de março de 1994, com uma duração anunciada de dez meses. A tripulação era Norberto Alvarez-Romo (Capitão), John Druitt, Matt Finn, Pascale Maslin, Charlotte Godfrey, Rodrigo Romo e Tilak Mahato. A segunda tripulação alcançou completa suficiência na produção de alimentos.
Em 1.º de abril de 1994, uma séria disputa dentro da equipe de gerenciamento levou à expulsão da administração local pelo Serviço de Delegados dos Estados Unidos cumprindo uma ordem de proteção, e o financista Ed Bass contratou Steve Bannon, então gerente da Bannon & Co., um banco de investimentos de Beverly Hills, Califórnia, para administrar a Space Biospheres Ventures. O projeto foi colocado em concordata e uma equipe de gerenciamento externa foi contratada para dar a volta por cima no projeto fracassado. O motivo da disputa foi triplo. A má gestão da missão causou uma má publicidade, má gestão financeira e falta de pesquisa. As alegações indicavam má gestão financeira do projeto, levando a uma perda de US$ 25 milhões no ano fiscal de 1992.
Alguns membros da tripulação e funcionários estavam preocupados com Bannon, que já havia investigado os excessos de custos no local; dois ex-membros da tripulação do Biosfera 2 voaram de volta para o Arizona para protestar contra a contratação de Bannon e invadiram o complexo para avisar os então membros da tripulação que Bannon e a nova administração colocariam em risco sua segurança.
Às 3 da manhã de 5 de abril de 1994, Abigail Alling e Mark Van Thillo, membros da primeira equipe, supostamente vandalizaram o projeto pelo lado de fora, abrindo uma porta dupla da eclusa de ar e três saídas de emergência de porta única, deixando-as abertas por cerca de 15 minutos. Cinco vidraças também foram quebradas. Alling mais tarde disse ao Chicago Tribune que ela "considerava que a Biosfera estava em estado de emergência (...). De forma alguma era sabotagem. Era minha responsabilidade."
Cerca de 10% do ar da Biosfera foi trocado com o exterior durante esse período, de acordo com a analista de sistemas Donella Meadows, que recebeu uma comunicação de Alling dizendo que ela e Van Thillo julgaram ser seu dever ético dar aos que estão dentro a opção de continuar com drasticamente modificado experimento humano ou abandoná-lo, pois eles não sabiam o que a tripulação teria ouvido sobre a nova situação.
| “ | Em 1.º de abril de 1994, aproximadamente às 10 horas (...) limusines chegaram ao local da biosfera (...) com dois banqueiros contratados pelo Sr. Bass(...). Eles chegaram com uma ordem de restrição temporária para assumir o controle direto do projeto (...)l Com eles estavam 6 ou 8 policiais contratados pela organização Bass (...) Eles imediatamente trocaram as fechaduras dos escritórios (...) Todos os sistemas de comunicação foram alterados (telefone e códigos de acesso), e [nós] fomos impedidos de receber quaisquer dados sobre segurança, operações e pesquisas da Biosfera 2. | ” |

Alling enfatizou várias vezes em sua declaração que os "banqueiros" que de repente assumiram o projeto "nada sabiam técnica ou cientificamente, e sabiam muito pouco sobre a tripulação da biosfera".
Quatro dias depois, o capitão Norberto Alvarez-Romo (na época casado com a executiva-chefe da Biosfera 2, Margaret Augustine) deixou a Biosfera precipitadamente para uma "emergência familiar" após a suspensão de sua esposa. Ele foi substituído por Bernd Zabel, que havia sido nomeado capitão da primeira missão, mas que foi substituído no último minuto. Dois meses depois, Matt Smith substituiu Matt Finn.
A empresa de dona da Space Biospheres Ventures foi dissolvida em 1 de junho de 1994. Isso deixou a gestão científica e empresarial da missão para a equipe de recuperação interina, que havia sido contratada pelo parceiro financeiro, Decisions Investment Co.
A segunda missão foi encerrada prematuramente em 6 de setembro de 1994. Nenhum outro projeto científico de clausura foi realizado na Biosfera 2, pois a instalação foi alterada pela Universidade de Columbia de um sistema ecológico fechado para um sistema de "fluxo" onde o CO2 poderia ser manipulado em níveis desejados.
Steve Bannon deixou a Biosfera 2 depois de dois anos, mas sua saída foi marcada por uma ação civil de "abuso processual" movida contra a Space Biosphere Ventures pelos ex-membros da tripulação que a invadiram. Os principais administradores do grupo fundador original da Biosfera 2 depuseram sobre o comportamento abusivo de Bannon e de outros, e que o objetivo real dos banqueiros era destruir o experimento.
Durante um julgamento de 1996, Bannon testemunhou que havia chamado uma das queixosas, Abigail Alling, de "jovem egocêntrica e iludida" e "idiota". Ele também testemunhou que quando Alling apresentou uma queixa de cinco páginas descrevendo os problemas de segurança no local, ele prometeu enfiar a queixa "garganta abaixo dela". Bannon atribuiu isso a "ressentimentos e sonhos desfeitos". No final do julgamento, o tribunal decidiu a favor dos autores da ação e ordenou que a Space Biosphere Ventures lhes pagasse US$ 600.000, mas também ordenou que os autores pagassem à empresa US$ 40.089 pelos danos causados.

## Ciência
Uma edição especial da revista Ecological Engineering, editada por Marino e Howard T. Odum, foi publicada em 1999 com o título "Biosphere 2: Research Past and Present" e apresenta o conjunto mais abrangente de artigos coletados e descobertas da Biosfera 2. Os artigos variam de modelos calibrados que descrevem o metabolismo do sistema, equilíbrio hidrológico, calor e umidade, a artigos que descrevem o desenvolvimento de florestas tropicais, manguezais, oceanos e sistemas agronômicos neste ambiente rico em dióxido de carbono. Embora várias teses e muitos artigos científicos usem dados dos primeiros experimentos da Biosfera 2, muitos dos dados originais nunca foram analisados e estão indisponíveis ou perdidos, talvez devido a políticas científicas e lutas internas.
A historiadora da ciência, Rebecca Redier, afirmou que, como os criadores do Biosfera 2 foram vistos como não pertencentes à ciência acadêmica, o projeto foi escrutinado, mas mal compreendido pela mídia, e que esse escrutínio acabou depois que a Universidade de Columbia assumiu a gestão, porque acreditava-se agora que na universidade haveria "cientistas de verdade".

### Elogios e críticas
Uma visão sobre a Biosfera 2 era que era "o projeto científico mais emocionante a ser realizado nos Estados Unidos desde que o presidente John F. Kennedy nos lançou em direção à lua". Outros o chamavam de "bobagem da Nova Era disfarçada de ciência".
John Allen e Roy Walford tinham credenciais reconhecidas. John Allen é formado em engenharia metalúrgica e de mineração pela Colorado School of Mines com mestrado pela Harvard Business School. Roy Walford tinha doutorado em medicina pela Universidade de Chicago e foi professor de patologia da Universidade da Califórnia em Los Angeles por 35 anos. Mark Nelson obteve um doutorado em engenharia ecológica sob a orientação de Howard T. Odum, tendo desenvolvido os pântanos usados para tratar e reciclar o esgoto na Biosfera 2 e a proteção aos recifes de coral ao longo da costa de Yucatán, onde os corais da Biosfera 2 foram coletados.
Linda Leigh obteve seu doutorado com uma tese sobre biodiversidade e a floresta tropical da Biosfera 2 trabalhando com Odum. Abigail Alling, Mark van Thillo e Sally Silverstone ajudaram a fundaram a Fundação Biosfera, onde trabalharam em recifes de corais e conservação marinha e sistemas agrícolas sustentáveis. Jane Poynter e Taber MacCallum co-fundaram a Paragon Space Development Corporation, que estudou o primeiro sistema fechado e o primeiro ciclo de vida animal completo no espaço e ajudou a estabelecer recordes mundiais em descidas de alta altitude.
Questionando as credenciais dos participantes (apesar da contribuição na fase de preparação da Biosfera 2 de cientistas de alto nível mundial e entre outros da Academia de Ciências da Rússia), Marc Cooper escreveu que "o grupo que construiu, concebeu e dirigiu o projeto Biosfera não é um grupo de pesquisadores da vanguarda da ciência, mas um grupo de atores de teatro reaproveitados que evoluíram de um culto autoritário e decididamente não-científico da personalidade". Ele se referia à Synergia Ranch no Novo México, onde de fato muitos dos tripulantes praticaram teatro sob a liderança de John Allen e começaram a desenvolver as ideias por trás da Biosfera 2. Este mesmo grupo fundou depois o Instituto de Ecotécnica onde desenvolveram projetos inovadores com biomas desafiadores para promover a integração saudável de tecnologias humanas e o meio ambiente, onde muitos dos candidatos da biosfera ganharam experiência na operação de projetos complexos em tempo real.
A pesquisa após o primeiro experimento produziu resultados positivos para a compreensão ecológica atual. Mark Nelson escreveu: "Vários anos de pesquisa sobre o oceano da Biosfera 2 demonstraram os impactos devastadores do CO2 atmosférico elevado... os níveis mais baixos... comparados com os níveis de 350 ppm na atmosfera da Terra dos anos 90... A 1200 ppm, o crescimento de corais diminuiu 90 por cento." Frank Press, ex-secretário da Academia Nacional de Ciências, descreveu a interação como "a primeira confirmação experimental inequívoca do impacto humano no planeta".

## Universidade de Columbia
Em dezembro de 1995, os donos da Biosfera 2 transferiram a administração do projeto para a Universidade de Columbia, em Nova Iorque. A universidade conduziu pesquisas no local e no campus até 2003, quando a administração retornou aos donos originais.
Em 1996, a Universidade de Columbia mudou a estrutura quase hermética e materialmente fechada projetada para pesquisa de sistemas fechados, para um sistema de "fluxo" e interrompeu a pesquisa de sistemas fechados. Eles manipularam os níveis de dióxido de carbono para pesquisas sobre o aquecimento global e injetaram as quantidades desejadas de dióxido de carbono, liberando conforme necessário. Durante a administração da Columbia, estudantes da universidade e de outras instituições costumavam passar um semestre no local.
Pesquisas durante a administração de Columbia demonstraram os impactos devastadores sobre os recifes de coral com o aumento do CO2 atmosférico e da acidificação que resultarão da contínua mudança climática global. Frank Press, ex-presidente da Academia Nacional de Ciências, descreveu essas interações entre atmosfera e oceano, aproveitando o mesocosmo oceânico altamente controlável da Biosfera 2, como a "primeira confirmação experimental inequívoca do impacto humano no planeta".
Estudos nos biomas da Biosfera 2 mostraram que um ponto de saturação foi alcançado com CO2 elevado, além do qual eles são incapazes de absorver mais. Os autores dos estudos observaram que as diferenças marcantes entre a floresta tropical da Biosfera 2 e os biomas do deserto em todas as respostas do sistema "ilustra a importância da pesquisa experimental em larga escala no estudo de questões complexas de mudança global".

## Venda
Em janeiro de 2005, a Decisions Investments Corporation, proprietária da Biosfera 2, anunciou que o campus de 6400m2 do projeto estava à venda. Eles preferiam que o local fosse usado para pesquisa científica, mas não excluiam a possibilidade de abordar compradores com intenções diferentes, como grandes universidades, igrejas, resorts e spas. Em junho de 2007, o local foi vendido por US$ 50 milhões para a CDO Ranching & Development, L.P. Mil e quinhentas casas e um resort foram planejados para o terreno, mas a estrutura principal ainda estava disponível para pesquisa e uso educacional.

## Aquisição pela Universidade do Arizona

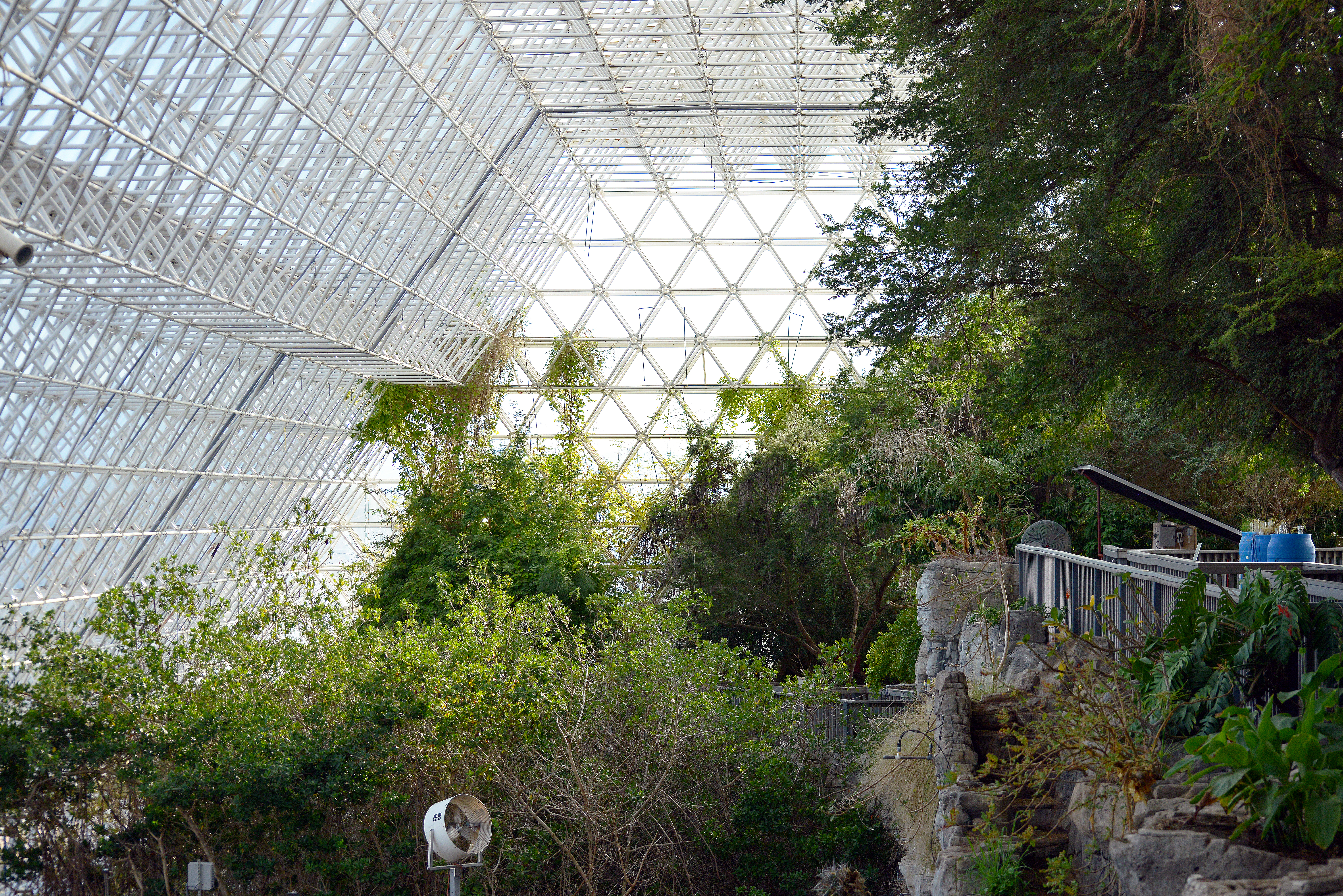
Biosphere 2 em 2015

Em 26 de junho de 2007, a Universidade do Arizona anunciou que assumiria a pesquisa científica na Biosfera 2. O anúncio acabou com os temores de que a estrutura seria demolida. Funcionários da universidade disseram que presentes e doações privadas lhes permitiram cobrir os custos de pesquisa e operação por três anos, com a possibilidade de estender o financiamento por dez anos. O financiamento foi de fato estendido por mais dez anos e agora está o local tem vários projetos de pesquisa, incluindo pesquisas sobre o ciclo da água terrestre e como ele se relaciona com ecologia, ciência atmosférica, geoquímica do solo e mudanças climáticas. Em junho de 2011, a universidade anunciou que assumiria a propriedade total da Biosfera 2, a partir de 1.º de julho.
A CDO Ranching & Development doou o terreno, os edifícios da Biosfera e vários outros edifícios administrativos e de apoio. Em 2011, a Philecology Foundation (uma fundação de pesquisa sem fins lucrativos fundada por Ed Bass) prometeu US$ 20 milhões para a ciência e as operações em andamento. Em 2017, Ed Bass doou mais US30 milhões para a Universidade do Arizona para o custeio da Biosfera 2, financiando duas posições acadêmicas e estalecendo um fundo de pesquisa em ecologia e biosfera.
Trabalhos de campo também são realizados no local. Estes incluíram um 'campo espacial' de uma semana para estudantes universitários e acampamentos noturnos para estudantes de escolas locais.

## Pesquisa atual
Existem muitos projetos de pesquisa em pequena escala na Biosfera 2, bem como vários projetos de pesquisa em grande escala, incluindo:
- o Landscape Evolution Observatory (LEO), um projeto que usa 1.800 sensores para monitorar rocha vulcânica abiótica para entender como esse solo sem vida se desenvolve lentamente ao longo de vários anos para se tornar um solo rico capaz de suportar microorganismos e vida vegetal vascular. Isso envolveu a construção de três grandes "encostas" com estrutura de aço dentro das cúpulas preexistentes como o maior lisímetro de pesagem do mundo, com projeto e construção de implementação limitados pela acessibilidade da estrutura existente.[91]
- a Estufa Lunar, um segundo protótipo do Centro Agrícola de Ambiente Controlado que busca compreender como cultivar vegetais na Lua ou em Marte desenvolvendo um sistema de suporte à vida bioregenerativo que recicla e purifica a água através da evapotranspiração das plantas.[92][93]
- um projeto de agricultura vertical a ser construído no pulmão oeste da Biosfera 2, em colaboração com a empresa privada Civic Farms, em um esforço para desenvolver um ciclo de crescimento de plantas indoor com lâmpadas de LED configuradas para comprimentos de onda específicos visando aumentar a eficiência da água, produzindo zero escoamento na plantação, sem pragas ou pesticidas, e efeito zero das condições climáticas externas.[94]

## Na cultura popular
- Bio-Dome, uma comédia de 1996 é baseada no experimento da Biosfera 2.[95]
- Spaceship Earth, um documentário de 2020 mostra o projeto da Biosfera 2 e sua execução.[96]